# Tersilochus varius
Tersilochus varius är en stekelart som beskrevs av Horstmann 1981. Tersilochus varius ingår i släktet Tersilochus och familjen brokparasitsteklar. Inga underarter finns listade i Catalogue of Life.